# U-844
 U-844  — немецкая подводная лодка типа IXC/40, времён Второй мировой войны. 
Заказ на постройку субмарины был отдан 20 января 1941 года. Лодка была заложена 21 мая 1942 года на верфи судостроительной компании	АГ Везер, Бремен, под строительным номером 1050, спущена на воду 30 декабря 1942 года, 7 апреля 1943 года под командованием оберлейтенанта Гюнтера Моллера вошла в состав учебной 4-й флотилии. 1 октября 1943 года вошла в состав 10-й флотилии. Лодка совершила 1 боевой поход, успехов не достигла. Потоплена 16 октября 1943 года к юго-западу от Исландии в районе с координатами 58°30′ с. ш. 27°16′ з. д. глубинными бомбами с двух британских самолётов типа «Либерейтор». Все 53 члена экипажа погибли. 